# Yeray Lamariano
Yeray Lamariano Urizar (Éibar, 11 de marzo de 1983) es un jugador de balonmano español. Juega en la posición de portero y su equipo actual es el BM Nava.
Nacido en Éibar, allí desarrolló sus primeros pasos como jugador de balonmano, en el Juventud Deportiva Arrate. 
Militó en el Ademar de León desde 2001 hasta 2007 y en 2015. También pasó por equipos como el BM Valladolid o el BM Bidasoa Irún. En la  temporada 2017-18 llegó a la fase de ascenso a la Liga Asobal con el BM Nava, perdiendo en la final 24-25 ante el BM Sinfín, un año después logró el ascenso a la máxima categoría.
En la temporada 2019/20 protagonizó una de sus mejores temporadas, haciendo partidos para recordar cómo fue el Ademar León vs Club Balonmano Nava.
En la temporada 2020/21 deja el club que le ayudó a volver a ser el portero que era.

## Trayectoria
- Ademar de León (2001-2007)
- BM Bidasoa Irún (2007-2009)
- SD Octavio (2009-2010)
- BM Antequera (2010-2011)
- BM Valladolid (2011-2014)
- BM Nava (2014-2015)
- Ademar de León (2015)
- CB Cangas (2015-2016)
- Chartres MHB 28 (2016-2017)
- BM Nava (2017-2021)
- Atlético Valladolid (2021-2024)
- BM Nava (2024-Act.)